# Incendiile naturale

## Definiție
Incendiile naturale reprezintă incendii neintenționate care sunt declanșate de factori naturali (condiții meteo nefavorabile), adesea reprezentați de către combinația simultană dintre umiditatea extrem de redusă a aerului și temperaturi foarte ridicate ale mediului, care, în prezența unui combustibil precum lemnul uscat, pot declanșa un nou incendiu natural; în urma unui incendiu natural, se produc pagube materiale și chiar umane.

## Localizare și cauze
Asia de Sud-Est a fost în anul 1997 unul dintre principalele puncte fierbinți ale lumii. Focurile din Indonezia au creat un nor uriaș de fum, care a rămas în aer ca o ceață groasă deasupra unei regiuni mai mari decât Europa. Cele mai teribile incendii au avut loc în pădurile tropicale din Sumatra si Kalimantan (partea indoneziană a insulei Borneo). Însă fumul i-a afectat și pe cei din Indonezia, Malaysia, Brunei si Singapore. În ciuda previziunilor referitoare la secetă, incendiile au izbucnit și în mai și iunie, iar până în septembrie ele ieșiseră de sub control în mai multe locuri.
Sud-Estul Australiei - Eucaliptul se aprinde foarte ușor deoarece scoarța sa conține uleiuri ușor inflamabile. De asemenea din el cad multe frunze și crengi uscate care reprezintă combustibil excelent pentru incendii. Australia de Sud-Est este una din regiunile cele mai expuse la incendii din lume. În timpul verilor lungi, vânturi fierbinți și uscate bat dinspre interiorul deșertic al continentului. Chiar și în timpul iernii ploua destul de puțin. Aceasta înseamnă că mediul este în general uscat iar incendiile izbucnesc și se răspândesc destul de ușor.
Vestul Statelor Unite ale Americii - În 1988 o secetă prelungită a uscat cea mai mare parte a vestului Statelor Unite ale Americii. Având în vedere că anul anterior fusese și el secetos și căderile de zăpadă sub limitele anormale, riscul unui incendiu devenise destul de mare. Primul incendiul din Parcul Național Yellowstone a fost provocat de un fulger la 24 mai și a fost stins curând de ploaie. Au urmat însa și alte incendii, de lungă durată. Până la sfârșitul anului 1988, focul distrusese aproximativ 320.000 de hectare din Parcul Național.

## Efectele fenomenului
Incendiile naturale sunt o importantă sursă de fum și cenușă, care se produc atunci când umiditatea climatului scade natural sub pragul critic. Fenomenul este deosebit de răspândit, mai ales în zona tropicala, deși, în general, gradul de umiditate al pădurilor din această zonă nu este de natură să favorizeze izbucnirea incendiului. Incendiile pot produce pagube uriașe proprietăților private și mediului. Ele pot amenința de asemenea și viața umană.
Aprinderea pădurilor îmbătrânite este un fenomen natural care se produce regulat de sute de milioane de ani, oferind șansa regenerării și reîntineririi lor.

## Prevenire
Pentru a stinge un foc, pompierii trebuie să elimine cele trei elemente esențiale care favorizează un incendiu: căldura, oxigenul și combustibilul. Dacă se arunca apă peste un foc, se poate micșora temperatura substanțelor care ard. Detectarea rapidă a unui incendiu înainte să se poată extinde este o prioritate. Echipamentul de înalta tehnologie, cum ar fi un ‘scanner’ cu raze infrarosii plasat într-un avion ajută mult la detectarea incendiilor. Însa în multe locuri cel mai bun mod de a detecta un incendiu îl reprezinta înca ochii umani, care urmăresc împrejurimile dintr-un post de pază. Odată incendiul observat pompierii pot intra în acțiune. Apa și spuma sunt împrăștiate cu ajutorul elicopterelor și avioanelor. Buldozerele curăță fâșii lungi de pământ care pot acționa ca bariere în calea focului. Din avioane sunt, de asemenea, parașutați pompierii în zonele izolate pentru a lupta împotriva incendiilor.